# Johannes de Garlandia

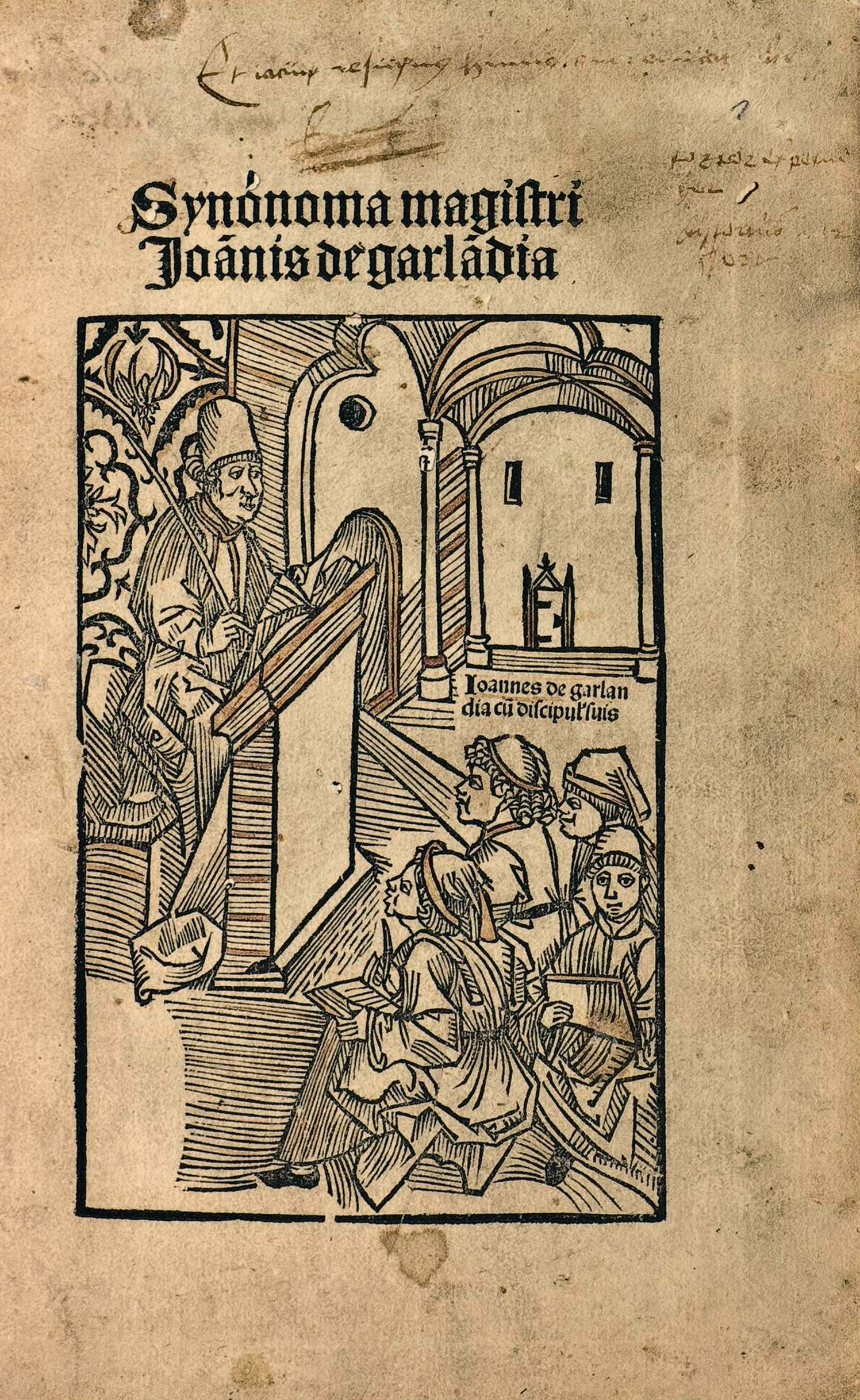
Úvodní obraz díla Synónoma magistri

Johannes de Garlandia, či Jan Garlandský (latinsky též Johannes Anglicus, francouzsky Jean de Garlande, anglicky John of Garland, kolem roku 1195 v Anglii – po roce 1272) byl anglický univerzitní učitel, básník a spisovatel, jehož spisy byly velmi rozšířené v Evropu pozdního středověku.

## Život
Johannes de Garlandia se narodil v Anglii kolem roku 1195, studoval na Oxfordské univerzitě a před roku 1220 je zmiňovan jako učitel na pařížské univerzitě. Vyučoval v Clos de Garlande (odtud pochází jeho jméno) a v roce 1229 se podílel na založení univerzity v Toulouse. V letech 1229 až 1232 vyučoval na toulouské vysoké škole, poté se však vrátil zpět do Paříže.
Zemřel pravděpodobně po roce 1272.

## Dílo
- Dictionarius, Commentarius, Synonyma, Equivoca, Verba deponentia, Distigium sive Cornutus - slovníky
- Compendium grammaticale - výklad gramatiky
- Parisiana Poetria, Exempla honeste vite - o stylu a poezii
- Integrumenta Ovidii, De mysteriis ecclesie - alegoricko-symbolické spisy
- Epithalamium beate Marie virginis, Miracula beate Marie virginis (Stella maris) – Mariánské spisy